# Hamadryas feronia
Hamadryas feronia är en fjärilsart som beskrevs av Carl von Linné 1758. Hamadryas feronia ingår i släktet Hamadryas och familjen praktfjärilar. Inga underarter finns listade i Catalogue of Life.

## Bildgalleri

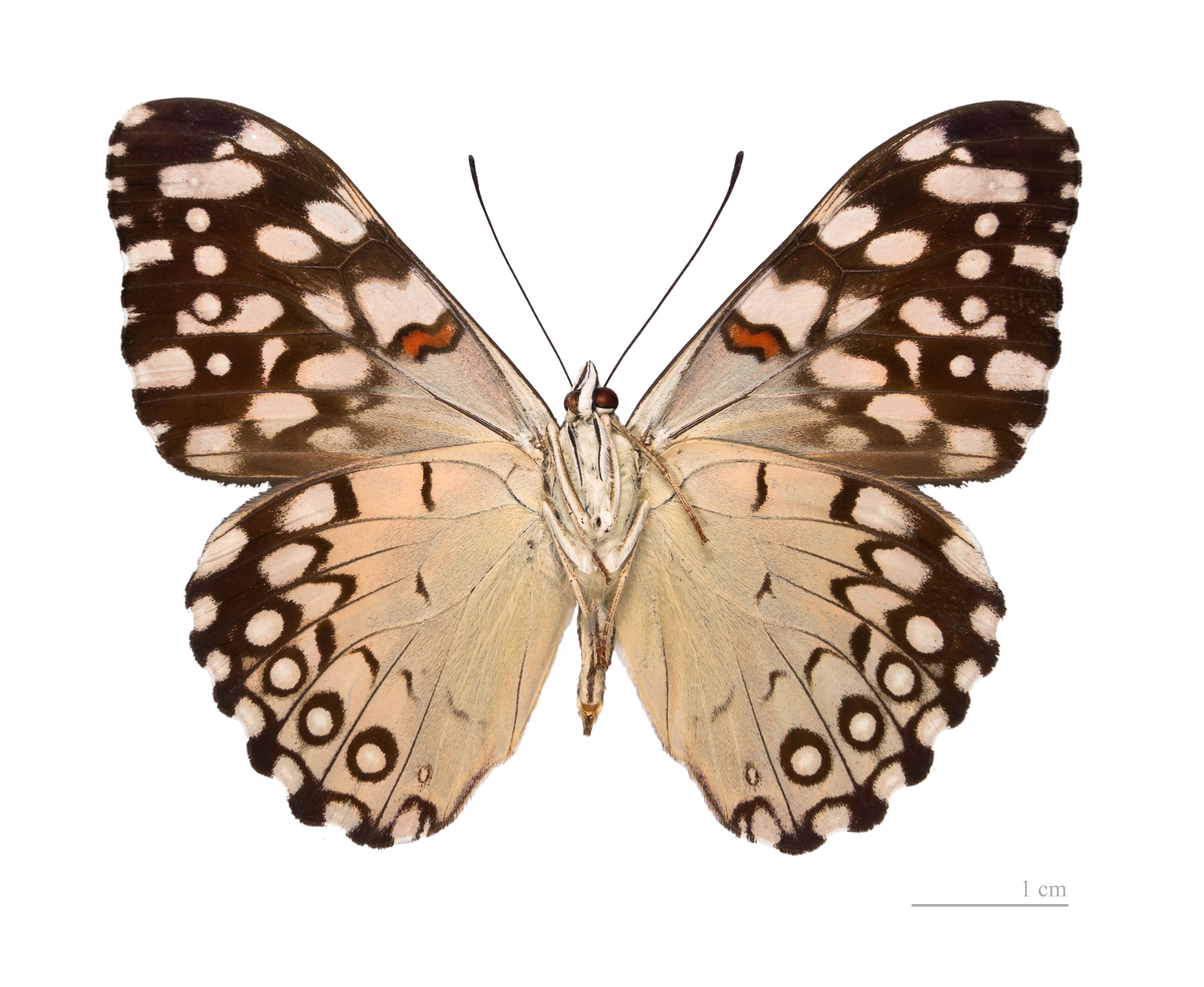
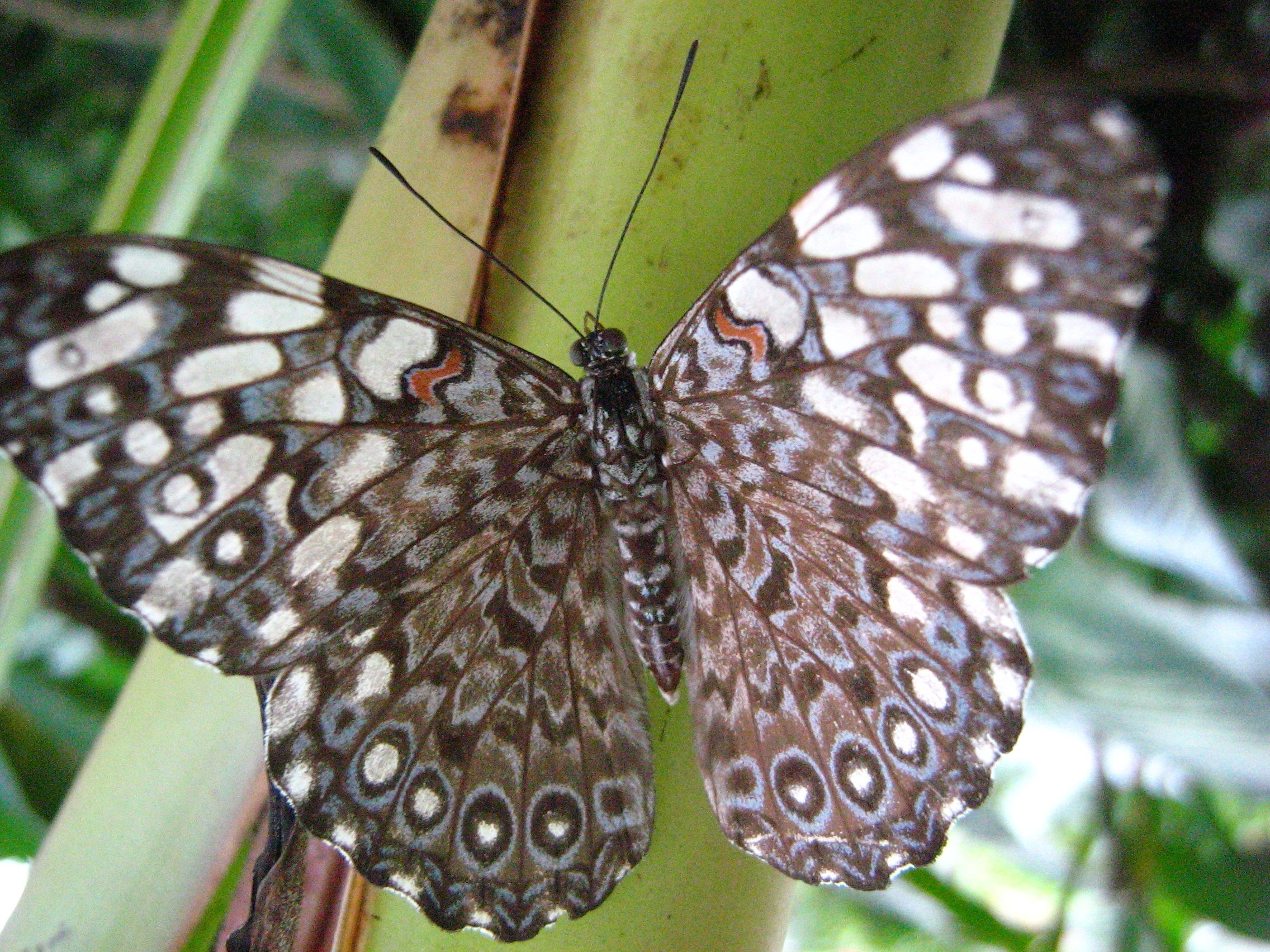
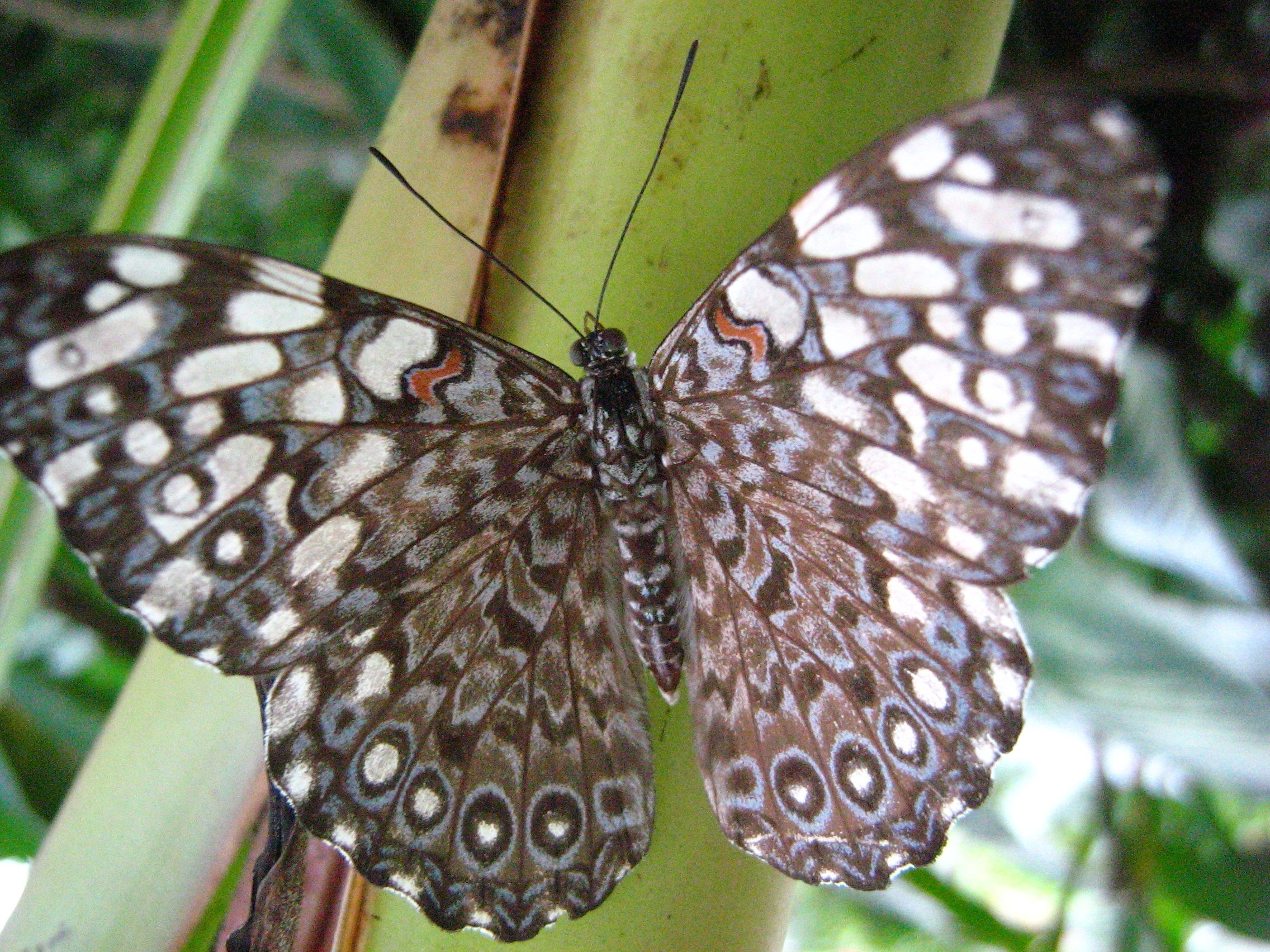